# Брезово Поље Село
Брезово Поље Село је насељено мјесто у саставу дистрикта Брчко, БиХ.

## Становништво
| Националност       | 1991.        |
| Срби               | 330 (98,51%) |
| Хрвати             | 3 (0,89%)    |
| Муслимани          | 0            |
| Југословени        | 1 (0,30%)    |
| остали и непознато | 1 (0,30%)    |
| Укупно             | 335          |

## Историја
За вријеме аустоугарске окупације, мјесто је било познато под именом Брезово Поље Српско, и били су у саставу среза Брчко.